# یهود مونوسون
یهود مونوسون (در عبری: יְהוּד-מוֹנוֹסוֹן) نام شهری در استان مرکزی اسرائیل است که جمعیت آن در سال ۲۰۰۶ ۲۵٬۵۰۰ نفر و مساحت آن ۵٫۰۱۴ کیلومتر مربع بوده است.